# Дони-Загони
Дони-Загони (серб. Доњи Загони / Donji Zagoni) — село в общине Биелина Республики Сербской Боснии и Герцеговины. Население составляет 326 человек по переписи 2013 года.
Село образовано в 2012 году по распоряжению властей Республики Сербской «Об образовании населённого пункта Дони-Загони в составе Града Биелины» (Официальный вестник Республики Сербской, № 91/2012). Ранее территория входила в состав местечка Загони.